# 夏斯佳區
夏斯佳区（羅馬化：Shchastynskyi raion），或按俄语名译为夏斯季耶区，是乌克兰盧甘斯克州的一个区，在2020年7月乌克兰行政区划改革后成立。该区的行政中心为新艾達爾，面积为3,380平方公里，人口数量为78,967人（2021年估计）。
2022年俄罗斯入侵乌克兰期间，该区被俄罗斯及傀儡卢甘斯克人民共和国占领。

## 行政區劃
夏斯佳區下分為5個市鎮：
- 夏斯佳市鎮（市級，行政中心：夏斯佳）
- 新艾達爾市鎮（烏克蘭語：Новоайдарська селищна громада）（鎮級，行政中心：新艾達爾）
- 斯塔尼察-盧漢斯卡市鎮（烏克蘭語：Станично-Луганська селищна громада）（鎮級，行政中心：斯塔尼察-盧漢斯卡）
- 下泰普萊市鎮（烏克蘭語：Нижньотеплівська сільська громада）（村級，行政中心：下泰普莱）
- 希羅基市鎮（烏克蘭語：Широківська сільська громада (Луганська область)）（村級，行政中心：希羅基（烏克蘭語：Широкий (Щастинський район)））